# Loueuse
Loueuse és un municipi francès, situat al departament de l'Oise i a la regió dels Alts de França. L'any 2007 tenia 145 habitants.

## Demografia

### Població
El 2007 la població de fet de Loueuse era de 145 persones. Hi havia 56 famílies de les quals 8 eren unipersonals (4 homes vivint sols i 4 dones vivint soles), 20 parelles sense fills i 28 parelles amb fills.
La població ha evolucionat segons el següent gràfic:
Habitants censats

### Habitatges
El 2007 hi havia 69 habitatges, 57 eren l'habitatge principal de la família, 9 eren segones residències i 3 estaven desocupats. Tots els 69 habitatges eren cases. Dels 57 habitatges principals, 51 estaven ocupats pels seus propietaris i 6 estaven llogats i ocupats pels llogaters; 1 tenia dues cambres, 6 en tenien tres, 10 en tenien quatre i 40 en tenien cinc o més. 35 habitatges disposaven pel capbaix d'una plaça de pàrquing. A 30 habitatges hi havia un automòbil i a 22 n'hi havia dos o més.

### Piràmide de població
La piràmide de població per edats i sexe el 2009 era:
| Homes | Edats   | Dones |
| ----- | ------- | ----- |
| 0     | 95 o +  | 0     |
| 0     | 90 a 94 | 0     |
| 0     | 85 a 89 | 0     |
| 0     | 80 a 84 | 0     |
| 4     | 75 a 79 | 0     |
| 4     | 70 a 74 | 4     |
| 12    | 65 a 69 | 4     |
| 0     | 60 a 64 | 8     |
| 4     | 55 a 59 | 4     |
| 4     | 50 a 54 | 4     |
| 8     | 45 a 49 | 0     |
| 4     | 40 a 44 | 8     |
| 8     | 35 a 39 | 0     |
| 4     | 30 a 34 | 4     |
| 4     | 25 a 29 | 4     |
| 8     | 20 a 24 | 20    |
| 8     | 15 a 19 | 0     |
| 4     | 10 a 14 | 4     |
| 0     | 5 a 9   | 4     |
| 0     | 0 a 4   | 4     |

## Economia
El 2007 la població en edat de treballar era de 92 persones, 62 eren actives i 30 eren inactives. De les 62 persones actives 57 estaven ocupades (32 homes i 25 dones) i 5 estaven aturades (3 homes i 2 dones). De les 30 persones inactives 11 estaven jubilades, 9 estaven estudiant i 10 estaven classificades com a «altres inactius».

### Ingressos
El 2009 a Loueuse hi havia 62 unitats fiscals que integraven 155 persones, la mediana anual d'ingressos fiscals per persona era de 19.651 €.

### Activitats econòmiques
Els 4 establiments que hi havia el 2007 eren d'empreses de construcció.
Dels 4 establiments de servei als particulars que hi havia el 2009, 2 eren fusteries, 1 lampisteria i 1 electricista.
L'any 2000 a Loueuse hi havia 10 explotacions agrícoles.

## Poblacions més properes
El següent diagrama mostra les poblacions més properes.